# Fungie
 (octobre 2018).

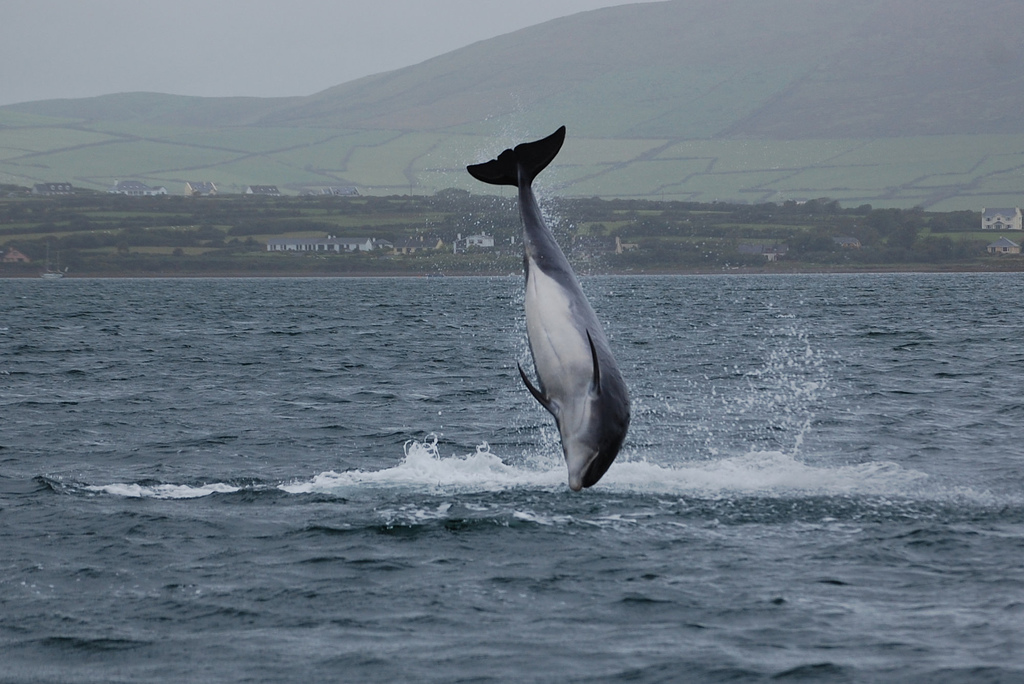
Fungie le dauphin à Dingle

Fungie est le surnom donné à un dauphin, ayant élu domicile depuis 1984 au large de la ville de Dingle, en Irlande. Devenu une mascotte de la cité, il attire les touristes qui tentent de l'apercevoir. Des promenades en bateau sont même spécialement organisées pour l'approcher. Malheureusement depuis octobre 2020 le dauphin a disparu de la baie, de nombreuses recherches ont été mis en place mais on n’a retrouvé aucune trace de l’animal.

## Présentation
Fungie est un Grand Dauphin (Tursiops truncatus), de forme hauturière malgré son habitat d'élection ; il pèse 350 kg et mesure 3,80 m. Totalement libre, il se montre très convivial et suit régulièrement les bateaux qui lui rendent visite, exécutant même souvent des galipettes. Il existe plusieurs moyens de l'observer :
- la manière la plus classique est de prendre un des bateaux qui vont à sa rencontre (sans garantie cependant de le voir)
- longer le littoral sur 2 km en sortie de Dingle en direction d'Annascaul
- marcher sur le chemin côtier au départ de Skellig Hotel jusqu'à la tour en bout de la baie
- nager à sa rencontre au départ du lieu-dit Sládín.

Fungie possède une statue à son effigie en ville.

## Galerie
- Fungie filmé

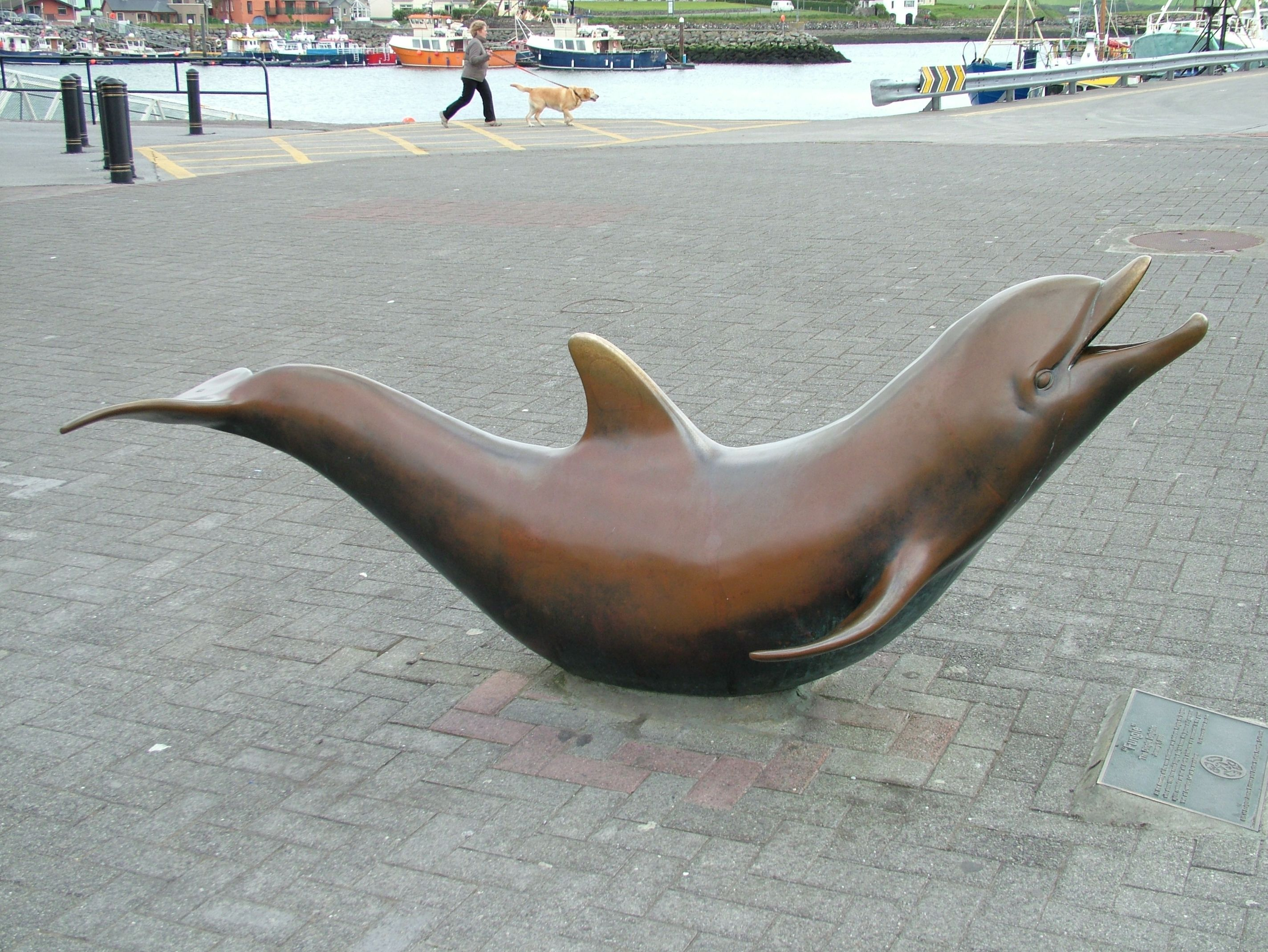
Statue de Fungie à Dingle
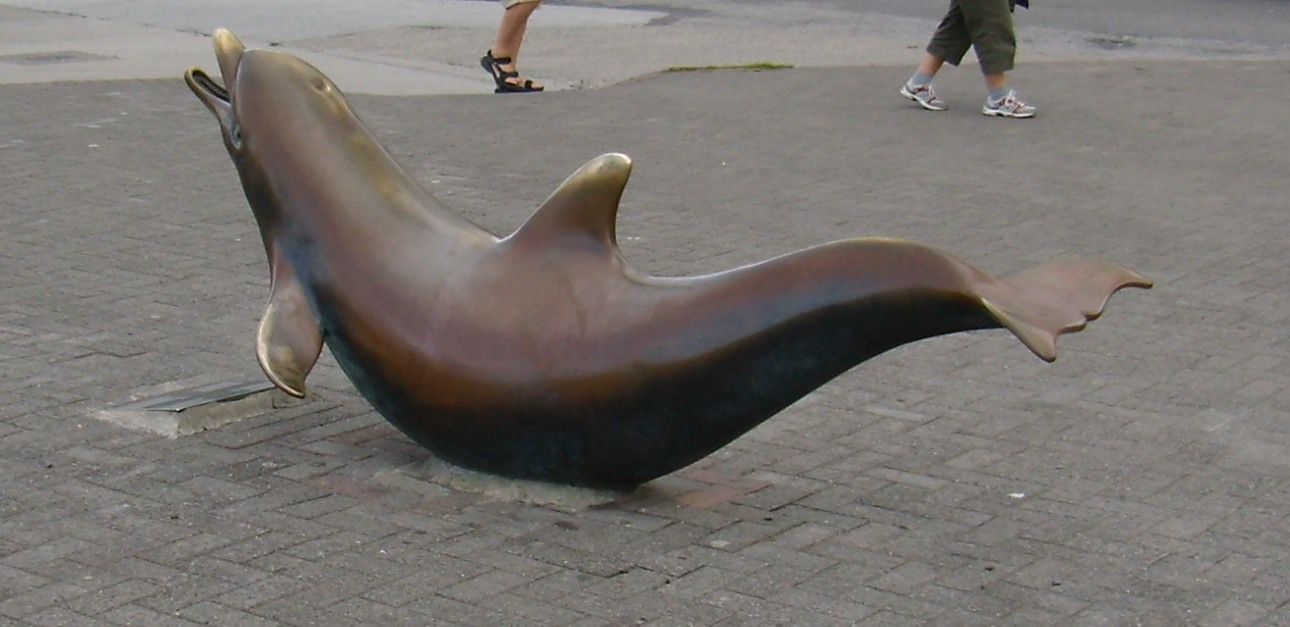

## Sources
1. ↑  Guide du Routard - Irlande (2003).